# Кайла, Осмо Илмари
Осмо Илмари Кайла (фин. Osmo Ilmari Kaila; 11 мая 1916, Хельсинки — 3 июня 1991, там же) — финский шахматист, международный мастер (1952), международный арбитр по шахматам (1956) и шахматный композитор (1958). Президент финского союза шахматных композиторов. Шахматный литератор.
Чемпион Финляндии 1939 и 1954 гг. Серебряный призёр чемпионатов Финляндии 1947, 1951 и 1952 гг. (в чемпионате 1952 г. разделил 1—2-е места с К. Ояненом, но уступил чемпионский титул по дополнительным показателям).
В составе сборной Финляндии участник официальной и неофициальной шахматных олимпиад, командного турнира северных стран и международных студенческих командных соревнований.
В 1946 г. стал победителем турнира северных стран.

## Спортивные результаты
| Год  | Город        | Соревнование                                                     | + | − | = | Результат | Место |
| ---- | ------------ | ---------------------------------------------------------------- | - | - | - | --------- | ----- |
| 1936 | Мюнхен       | Неофициальная шахматная олимпиада (сборная Финляндии, 7-я доска) |   |   |   | [ 1 ]     |       |
| 1938 | Тарту        | Балтийские студенческие игры                                     |   |   |   |           |       |
| 1939 | Хельсинки    | Чемпионат Финляндии                                              |   |   |   |           | 1     |
| 1946 | Копенгаген   | Турнир северных стран                                            |   |   |   |           | 1     |
| 1947 | Хельсинки    | Турнир северных стран                                            | 2 | 5 | 4 | 4 из 11   | 7—8   |
| 1948 | Сальтшобаден | Командный турнир северных стран                                  | 2 | 0 | 1 | 2½ из 3   |       |
| 1952 | Хельсинки    | Чемпионат Финляндии                                              |   |   |   |           | 1—2   |
|      | Хельсинки    | X Олимпиада (сборная Финляндии, 3-я доска)                       | 4 | 3 | 4 | 6 из 11   |       |
| 1954 | Хельсинки    | Чемпионат Финляндии                                              |   |   |   |           | 1     |